# Jamm
A Just Another Music Magazine ou jamm (em Português: "apenas mais uma revista de música") foi uma revista portuguesa totalmente dedicada à música, fundada em 2019 por António Almeida e Fábio Lopes (Conguito), sediada em Lisboa, Portugal.
A revista assumia-se como independente, estando disponível apenas em formato físico no seu site oficial e em alguns pontos de vendas nas cidades de Lisboa e Porto. Todas as edições tinham um foco num tema em específico: "Internet", "Estranho", "Festivais de Verão" foram alguns dos temas já abordados. No entanto, o maior destaque vai para o dia a 8 março de 2020, quando a jamm lançou uma edição totalmente produzida por mulheres, mostrando "que a criatividade não tem género", baseando-se numa viagem aos anos 60, uma época que marca o berço da música moderna e a emancipação feminina.
Nas redes sociais, os proprietários da revista foram acusados de não pagar aos colaboradores e reter os direitos de autores de peças concretizadas por colaboradores.

## Lista de Artistas na jamm
- Abril 2019: Golden Slumbers, Luís Severo, Galgo.
- Julho 2019: Conan Osíris,[4] Moullinex, Think Music Records (Profjam, SippinPurpp, Lon3r Johny, Mike El Nite, Yuzi, Fínix MG, Prettieboy Johnson, rkeat, Osémio Boémio).
- Janeiro 2020: Parcels.
- Março 2020: Carolina Deslandes, Gisela João, Joana Espadinha, Lena D'Água.